# San Ignacio de Loyola, Atlacomulco
San Ignacio de Loyola är en ort i Mexiko.   Den ligger i kommunen Atlacomulco och delstaten Mexiko, i den sydöstra delen av landet, 90 km nordväst om huvudstaden Mexico City. San Ignacio de Loyola ligger 2 660 meter över havet och antalet invånare är 726.
Terrängen runt San Ignacio de Loyola är kuperad, och sluttar västerut. Runt San Ignacio de Loyola är det ganska tätbefolkat, med 222 invånare per kvadratkilometer. Närmaste större samhälle är Atlacomulco de Fabela, 3,8 km väster om San Ignacio de Loyola. I omgivningarna runt San Ignacio de Loyola växer i huvudsak blandskog.